# Re-ACT
Singles de Olivia
I.L.Y.~Yokubou~
(1999) Dear Angel
(1999)
Re-ACT est le 2e single de Olivia sorti sous le label Cutting Edge le 12 mai 1999 au Japon. Il atteint la 29e place du classement de l'Oricon, et reste classé pendant 3 semaines, pour un total de 22 280 exemplaires vendus.
Re-ACT a été utilisé comme campagne publicitaire pour Kanebo Kate. Re-ACT se trouve sur l'album Synchronicity.

## Liste des titres
Toutes les paroles sont écrites par T2ya.
| 1. | Re-ACT                       | T2ya | 4:33 |
| 2. | Rolling Stone                | T2ya | 4:15 |
| 3. | Re-ACT (instrumental)        | T2ya | 4:32 |
| 4. | Rolling Stone (instrumental) | T2ya | 4:11 |